# 岢岚毛主席路居馆
岢岚毛主席路居馆，位于中华人民共和国山西省忻州市岢岚县岚漪镇鼓楼街12号，已列为山西省文物保护单位。

## 保护
2016年6月6日，岢岚毛主席路居馆由山西省人民政府公布为第五批山西省文物保护单位，编号5-138。